# Eugen Reisz

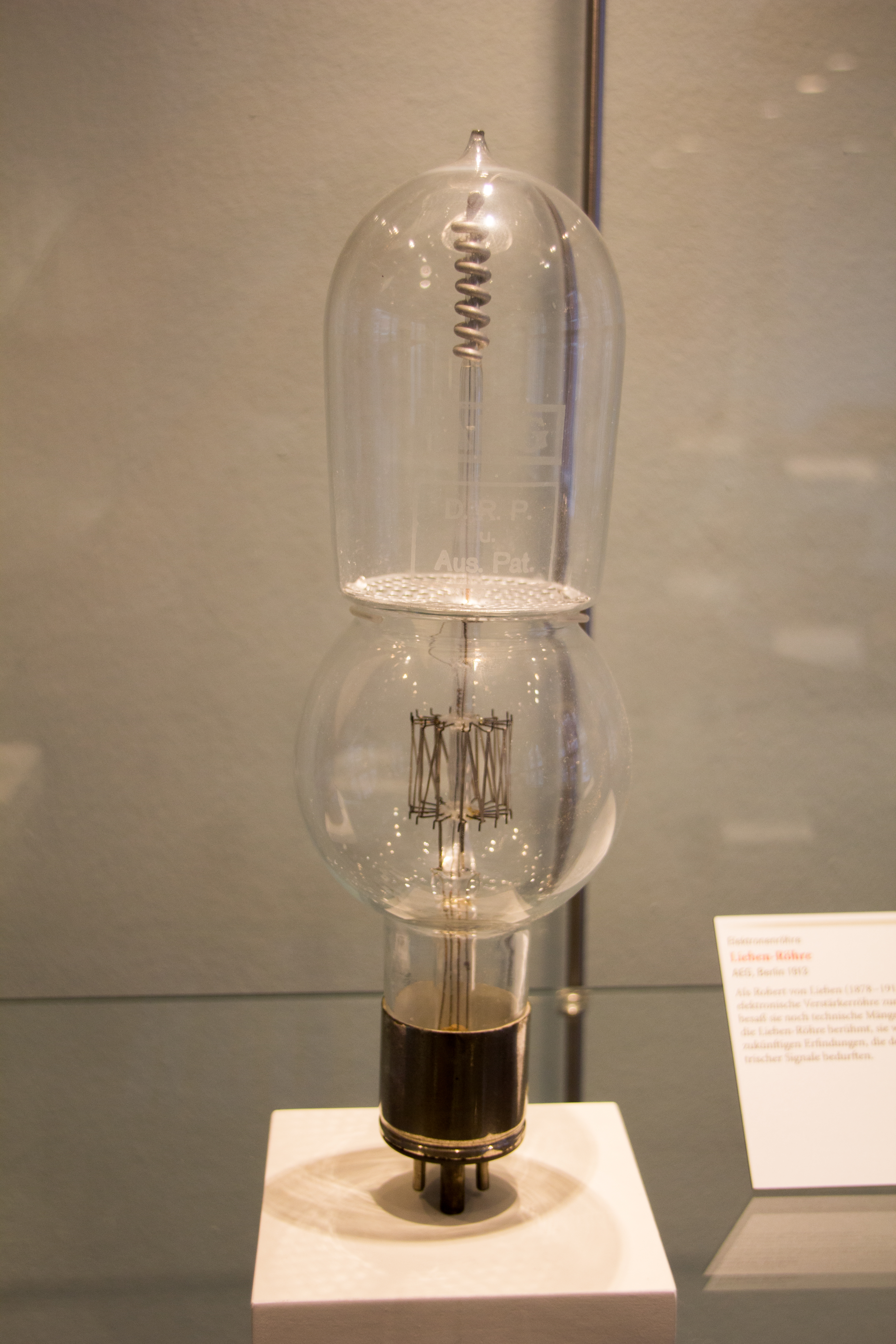
Lieben-Reisz-Röhre

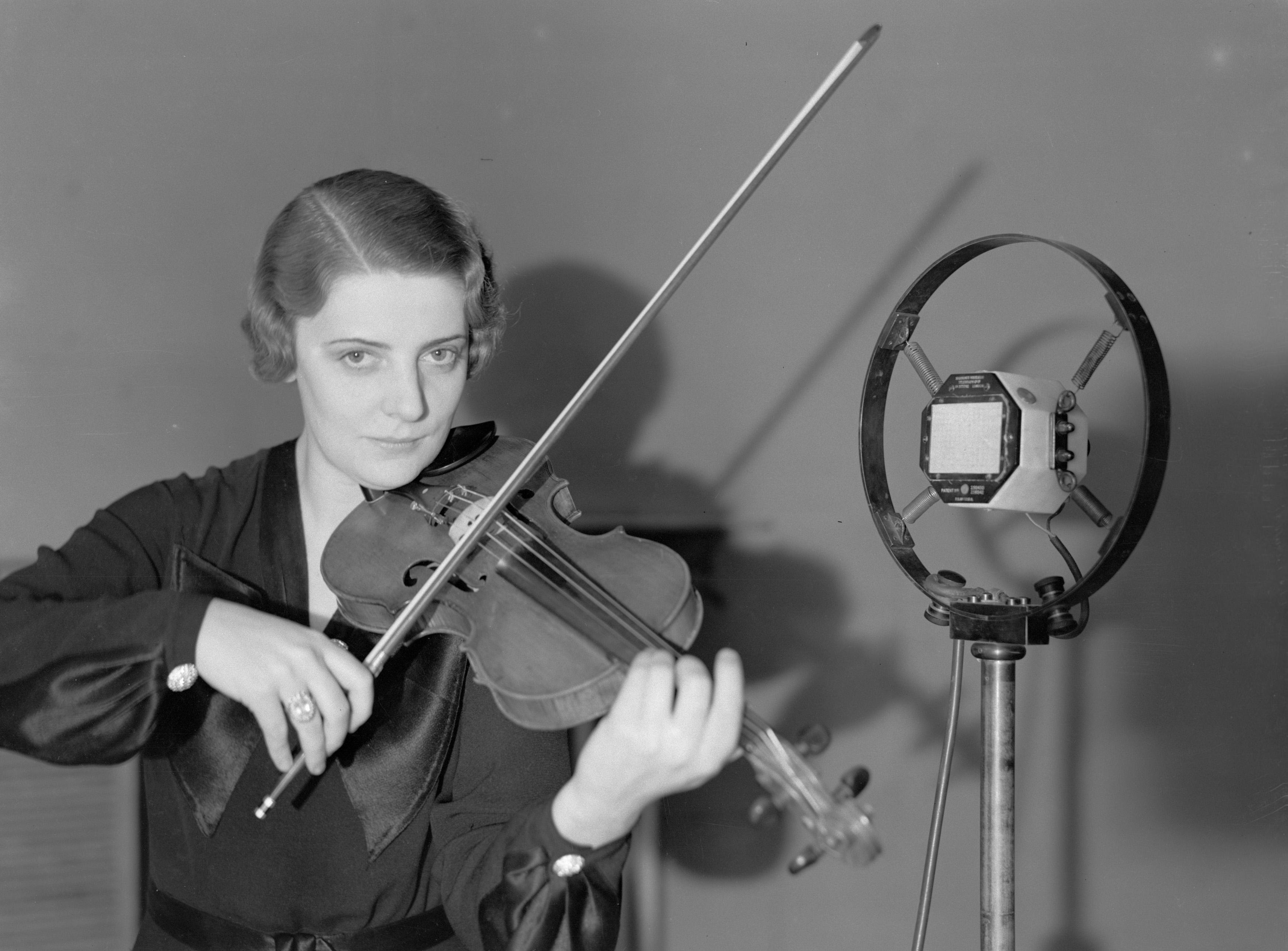
Marmorblock-Mikrofon

Eugen Reisz (auch Eugen Reiss; Eugene Reisz; * 9. September 1879 in Budapest; † 1957, vermutlich New York City) war ein österreichischer Elektroakustiker und Unternehmer. Er entwickelte unter anderem Röhren und Mikrofone, darunter die Lieben-Reisz-Röhre und das Marmorblock-Mikrofon.

## Leben
Reisz wurde als Sohn eines Redakteurs in Budapest geboren. Im dritten Lebensjahr kam er nach Wien, wo er das Realgymnasium und die Oberrealschule besuchte. 1902 schloss er ein Studium an der Technischen Hochschule Wien mit dem Diplom als Elektroingenieur ab. In Wien arbeitete er zusammen mit dem Physiker Robert von Lieben und dem Elektrotechniker Sigmund Strauß im „Laboratorium Reisz und Strauss“ (abgekürzt „LRS“, die Abkürzung konnte auch als „Lieben, Reisz, Strauss“ gelesen werden). Gemeinsam entwickelten sie eine Elektronenröhre, die heute als Lieben-Röhre oder Lieben-Reisz-Röhre bekannt ist. 1911 wechselte Reisz zur AEG nach Berlin, wo er im Kabelwerk Oberspree in Oberschöneweide arbeitete. Dort wurde 1912 ein Laboratorium zur industriellen Fertigung der Lieben-Röhre eingerichtet. Die Röhre wurde am 15. Oktober 1912 unter dem Titel „Entladungsröhre mit glühender Kathode und eingeschlossenem dampfliefernden Körper“ patentiert.
Gemeinsam mit seinem Mitarbeiter Georg Neumann arbeitete Reisz in einem mit Verstärkertechnik befassten Labor. Reisz gründete die Apparatebau- und Vertriebsgesellschaft System Reisz GmbH, mit Sitz in der Potsdamer Straße in Schöneberg und in der Goebenstraße in Zehlendorf. 1923 entwickelte er mit Neumann das Kohlemikrofon M 109. Es wurde als Marmorblock-Mikrofon, Reisz-Mikrofon oder Reisz-Marconi-Mikrofon bekannt, da die Firma Marconi es vertrieb.
Es enthielt unterschiedlich gekörntes Kohlepulver, das von einer Gummi- oder Glimmermembran zusammengehalten wurde. Durch Schallwellen wurde die Membran in Schwingungen versetzt, die das Kohlepulver unterschiedlich stark verdichteten. Dadurch änderte sich der Kontaktwiderstand und der Strom entsprechend dem Schallereignis. Zwischen 50 und 6000 Hz war die Frequenzkurve des Mikrofons fast geradlinig, der Rauschpegel jedoch hoch. Es ist auf zahlreichen historischen Fotografien abgebildet, unter anderem aus der Zeit des Nationalsozialismus.
Reisz erzeugte bis mindestens 1932 Musikübertragungsanlagen und hatte dafür einen Vertrag mit der Firma Telefunken. Seine letzte Adresse in Deutschland war in der Schweinfurthstraße in Berlin-Dahlem. Reisz emigrierte in die Vereinigten Staaten. 1942 meldete er in New York ein Patent für ein Telegraphensystem an. Nach dem Krieg war er unter dem Namen Eugene Reisz in New York weiter auf dem Gebiet der Elektroakustik tätig und 1954 Fellow des Institute of Radio Engineers.
Reisz war mit Annemarie Reisz (1892–1974) verheiratet und lebte in der Upper West Side (225 Central Park West). Sie hatten zwei Töchter, die Zwillinge waren. Seine Schwester Ilona Reisz war die Großmutter des Neonatologen Herbert Barrie.
Der niederländische Radiopreis Zilveren Reissmicrofoon ist nach seiner Erfindung benannt.